# Warta Poznań SA
A Warta Poznań SA egy labdarúgócsapat Poznańban, Lengyelországban, jelenleg az első osztályban szerepelnek. A csapatot 1912. június 15-én alapították.

## Játékoskeret
2023. március 6. szerint.
| #  |     | Poszt | Név                |
| -- | --- | ----- | ------------------ |
| 1  | POL | K     | Adrian Lis         |
| 2  | POL | V     | Jan Grzesik        |
| 3  | POL | V     | Jakub Kiełb        |
| 4  | FIN | V     | Robert Ivanov      |
| 5  | POL | V     | Bartosz Kieliba    |
| 6  | POL | KP    | Maciej Żurawski    |
| 8  | FIN | KP    | Niilo Mäenpää      |
| 11 | POL | KP    | Michał Jakóbowski  |
| 14 | POL | V     | Kamil Kościelny    |
| 15 | POL | KP    | Michał Kopczyński  |
| 16 | POR | KP    | Miguel Luís        |
| 17 | POL | KP    | Szymon Sarbinowski |
| 21 | POL | KP    | Mateusz Kupczak    |
| 22 | POL | V     | Konrad Matuszewski |
| 24 | POL | KP    | Kajetan Szmyt      |

| #  |     | Poszt | Név                                                        |
| -- | --- | ----- | ---------------------------------------------------------- |
| 25 | POL | KP    | Jakub Paszkowski                                           |
| 26 | POL | KP    | Nikolas Korzeniecki                                        |
| 30 | POL | KP    | Miłosz Szczepański (kölcsönben a Lechia Gdańsk csapatától) |
| 33 | POL | K     | Jędrzej Grobelny                                           |
| 34 | POL | V     | Wiktor Pleśnierowicz                                       |
| 44 | POL | V     | Dawid Szymonowicz                                          |
| 54 | GRE | V     | Dímitriosz Sztavropúlosz                                   |
| 77 | AUT | KP    | Stefan Savić                                               |
| 94 | TUR | CS    | Enis Destan (kölcsönben a Trabzonspor csapatától)          |
| 97 | POL | CS    | Wiktor Kamiński                                            |
| 99 | SVK | CS    | Adam Zreľák                                                |

## Sikerek
Ekstraklasa
- Bajnok (2): 1929, 1947
- Ezüstérmes (5): 1922, 1925, 1928, 1938, 1946
- Bronzérmes (7): 1921, 1923, 1926, 1927, 1932, 1935, 1936